# مانوئل آویلا کاماچو
مانوئل آویلا کاماچو (انگلیسی: Manuel Ávila Camacho; زاده ۲۴ آوریل ۱۸۹۷ – درگذشته ۱۳ اکتبر ۱۹۵۵) سیاستمدار و رهبر نظامی اهل مکزیک بود. وی از ۱۹۴۰ تا ۱۹۴۶ رئیس‌جمهور مکزیک بود.